# 脊螺旋体属
脊螺旋体属为疏螺旋体科的一属细菌。该属的模式种且为唯一种为海扇脊螺旋体（Cristispira pectinis）。

## 下属物种
- 海扇脊螺旋体 Cristispira pectinis Gross, 1910